# John Drury (cónego de Windsor)
John Drury (também Drewery) (falecido em 1446) foi um cónego de Windsor de 1442–1446.

## Carreira
Ele foi nomeado:
- Vigário de Northall, Middlesex 1386
- Reitor de Stanford Rivers e Dengy, Essex
- Reitor dos Bispos Stortford, Hertfordshire
- Reitor de Kilmersdon
- Precentor da Catedral de São Paulo 1397 - 1442
- Prebendário de Neasden em São Paulo 1400-1442
- Prebendário de Exeter

Ele foi nomeado para a décima segunda bancada na Capela de São Jorge, Castelo de Windsor em 1442, e manteve a posição até 1446.